# Sci alpino ai XVIII Giochi olimpici invernali - Combinata femminile
Tra le competizioni dello sci alpino ai XVIII Giochi olimpici invernali di Nagano 1998 la combinata femminile si disputò lunedì 16 e martedì 17 febbraio sulle piste Olympic Course II e Kokusai Gelaende di Happo One; la tedesca Katja Seizinger vinse la medaglia d'oro e le sue connazionali Martina Ertl e Hilde Gerg rispettivamente quella d'argento e quella di bronzo.
Detentrice uscente del titolo era la svedese Pernilla Wiberg, che aveva vinto la gara dei XVII Giochi olimpici invernali di Lillehammer 1994 disputata sui tracciati di Hafjell e Kvitfjell precedendo la svizzera Vreni Schneider (medaglia d'argento) e la slovena Alenka Dovžan (medaglia di bronzo); la campionessa mondiale in carica era l'austriaca Renate Götschl, vincitrice a Sestriere 1997 davanti alla Seizinger e alla Gerg.

## Risultati
| Pos. | Pett. | Atleta                 | Nazione       | Tempo discesa libera | Pos. discesa libera | Tempo slalom speciale | Pos. slalom speciale | Tempo totale | Distacco |
| ---- | ----- | ---------------------- | ------------- | -------------------- | ------------------- | --------------------- | -------------------- | ------------ | -------- |
| 1    | 3     | Katja Seizinger        | Germania      | 1:28,52              | 1                   | 1:12,22               | 5                    | 2:40,74      |          |
| 2    | 14    | Martina Ertl           | Germania      | 1:29,76              | 4                   | 1:11,16               | 1                    | 2:40,92      | +0,18    |
| 3    | 2     | Hilde Gerg             | Germania      | 1:29,92              | 7                   | 1:11,58               | 2                    | 2:41,50      | +0,76    |
| 4    | 1     | Stefanie Schuster      | Austria       | 1:30,10              | 8                   | 1:12,15               | 4                    | 2:42,25      | +1,51    |
| 5    | 30    | Morena Gallizio        | Italia        | 1:30,60              | 11                  | 1:11,92               | 3                    | 2:42,52      | +1,78    |
| 6    | 5     | Florence Masnada       | Francia       | 1:29,87              | 6                   | 1:12,97               | 8                    | 2:42,84      | +2,10    |
| 7    | 16    | Caroline Lalive        | Stati Uniti   | 1:31,05              | 14                  | 1:13,71               | 10                   | 2:44,76      | +4,02    |
| 8    | 19    | Janica Kostelić        | Croazia       | 1:31,71              | 18                  | 1:13,52               | 9                    | 2:45,23      | +4,49    |
| 9    | 21    | Alexandra Shaffer      | Stati Uniti   | 1:32,53              | 19                  | 1:12,71               | 7                    | 2:45,24      | +4,50    |
| 10   | 15    | Catherine Borghi       | Svizzera      | 1:31,24              | 16                  | 1:14,09               | 11                   | 2:45,33      | +4,59    |
| 11   | 11    | Brigitte Obermoser     | Austria       | 1:29,82              | 5                   | 1:15,66               | 13                   | 2:45,48      | +4,74    |
| 12   | 29    | Monika Bergmann        | Germania      | 1:33,35              | 21                  | 1:12,49               | 6                    | 2:45,84      | +5,10    |
| 13   | 10    | Ingeborg Helen Marken  | Norvegia      | 1:30,65              | 13                  | 1:16,54               | 14                   | 2:47,19      | +6,45    |
| 14   | 22    | Jonna Mendes           | Stati Uniti   | 1:31,16              | 15                  | 1:17,43               | 16                   | 2:48,59      | +7,85    |
| 15   | 20    | Lucie Hrstková         | Rep. Ceca     | 1:33,29              | 20                  | 1:16,67               | 15                   | 2:49,96      | +9,22    |
| 16   | 32    | Junko Yamakawa         | Giappone      | 1:34,98              | 24                  | 1:15,38               | 12                   | 2:50,36      | +9,62    |
| 17   | 28    | Tamara Schädler        | Liechtenstein | 1:34,18              | 22                  | 1:18,00               | 17                   | 2:52,18      | +11,44   |
| 18   | 26    | Kirsten Clark          | Stati Uniti   | 1:31,47              | 17                  | 1:20,78               | 19                   | 2:52,25      | +11,51   |
| 19   | 17    | Carola Calello         | Argentina     | 1:35,09              | 25                  | 1:18,68               | 18                   | 2:53,77      | +13,03   |
| 20   | 31    | Julija Charkivs'ka     | Ucraina       | 1:35,84              | 26                  | 1:21,27               | 20                   | 2:57,11      | +16,37   |
| 21   | 25    | Mónika Kovács          | Ungheria      | 1:37,35              | 27                  | 1:98,96               | 21                   | 3:06,31      | +25,57   |
|      | 1     | Pernilla Wiberg        | Svezia        | 1:28,86              | 2                   | DNF                   | DNF                  | DNF          | DNF      |
|      | 9     | Renate Götschl         | Austria       | 1:29,34              | 3                   | DNF                   | DNF                  | DNF          | DNF      |
|      | 17    | Michaela Dorfmeister   | Austria       | 1:30,10              | 8                   | DNF                   | DNF                  | DNF          | DNF      |
|      | 18    | Kristine Kristiansen   | Norvegia      | 1:30,61              | 12                  | DNF                   | DNF                  | DNF          | DNF      |
|      | 16    | Brynja Þorsteinsdóttir | Islanda       | 1:34,49              | 23                  | DNF                   | DNF                  | DNF          | DNF      |
|      | 24    | Bibiana Perez          | Italia        | 1:30,54              | 10                  | DNS                   | DNS                  | DNS          | DNS      |
|      | 13    | Mélanie Turgeon        | Canada        | DNF                  | DNF                 | DNF                   | DNF                  | DNF          | DNF      |
|      | 23    | Trude Gimle            | Norvegia      | DNF                  | DNF                 | DNF                   | DNF                  | DNF          | DNF      |
|      | 6     | Isolde Kostner         | Italia        | DNS                  | DNS                 | DNS                   | DNS                  | DNS          | DNS      |
|      | 7     | Alexandra Meissnitzer  | Austria       | DNS                  | DNS                 | DNS                   | DNS                  | DNS          | DNS      |
|      | 27    | Katie Monahan          | Stati Uniti   | DNS                  | DNS                 | DNS                   | DNS                  | DNS          | DNS      |

Legenda:

DNF = prova non completata

DNS = non partita

Pos. = posizione

Pett. = pettorale
Discesa libera

Data: 16 febbraio

Ore: 12.30 (UTC+9)

Pista: Olympic Course II

Partenza: 1 590 m s.l.m.

Arrivo: 899m s.l.m.

Lunghezza: 2 518 m

Dislivello: 691 m

Porte: 32

Tracciatore: Jan Tischhauser (FIS)
Slalom speciale

Data: 17 febbraio

Pista: Kokusai Gelaende

Partenza: 975 m s.l.m.

Arrivo: 830 m s.l.m.

Dislivello: 145 m

1ª manche:

Ore: 9.30 (UTC+9)

Porte: 46

Tracciatore: Heinz Peter Platter (Svezia)

2ª manche:

Ore: 13.00 (UTC+9)

Porte: 42

Tracciatore: Karl Leiter (Italia)